# حوايج بومصعة (دير الزور)
حوايج بومصعة قرية سورية تتبع ناحية كسرة في منطقة مركز دير الزور في محافظة دير الزور. بلغ عدد سكانها 3875 نسمة في عام 2004 حسب إحصاء المكتب المركزي للإحصاءلايوجد حالياً ارقام دقيقة لعدد سكانها بسبب النزوح حيث شهدت القرية عدة موجات نزوح إليها مما ضاعف عدد السكان 
يعمل معظم أهالي القرية بالزراعة وتربية المواشي حيث يُزرع القمح والشعير والقطن والخضروات.
ويعمل ايضاً عدد من سكان القرية في الوظائف الحكومية والتجارة .
يغلب على القرية الطابع العشائري كحال القرى في وادي الفرات و تسكن القرية عشيرة البو مصعة من قبيلة البقارة مع وجود أقلية من عشيرة البوسرايا .
يعطي سكان القرية أهمية بالغة للتعليم حيث يوجد العديد من مدارس التعليم الأساسي ومدرسة ثانوية عامة وأخرى صناعية وكما يوجد ايضاً  معهد لتحفيظ القرآن الكريم الذي يأتيه الطلبة من مختلف المناطق 